# Харбиг, Рудольф
Рудольф Вальдемар Харбиг (нем. Rudolf Harbig; 8 ноября 1913, Дрезден, Германская империя — 5 марта 1944, под Кировоградом, УССР) — немецкий спортсмен, бегун на средние дистанции, бронзовый призёр Летних Олимпийских игр 1936 года в Берлине, чемпион Европы по бегу на 800 м и в командной эстафете 4×400 (Париж, 1938).

## Биография
Впервые был замечен немецкими спортивными властями в 1934 году, когда выиграл соревнования Tag des Unbekannten Sportsmannes, после чего началась его спортивная карьера. Хотя он никогда не интересовался политикой, в 1937 году неохотно присоединился к штурмовикам, нацисты использовали его спортивную карьеру в качестве примера для своей пропаганды.
На Берлинской олимпиаде в 1936 году стал бронзовым призёром, участвуя за сборную нацистской Германии в мужской эстафете 4х400 метров, в которой пробежал последний этап. На чемпионате Европы по лёгкой атлетике два года спустя выиграл забег на 800 метров и стал финиширующим победителем немецкой сборной в составе Херман Блацейецак, Манфред Бюс, Эрих Линнхофф в эстафете на 4х400 метров.
15 июля 1939 года Р. Харбиг улучшил мировой рекорд в беге на 800 метров на 1,8 секунды. Его время 1:46,6 было превзойдено только спустя 16 лет в 1955 году. Четыре недели спустя, 12 августа, он также улучшил мировой рекорд в беге на 400 метров — 46.0 сек.
Член НСДАП. Участник Второй мировой войны против СССР. Погиб на Восточном фронте под Кировоградом, УССР.
После Второй мировой войны стал спортивной легендой в обеих частях Германии.

## Награды
- Немецкий крест в золоте
- Имя Р. Харбига в 2008 году было вписано в Зале Славы немецкого спорта.

## Память
- Именем Рудольф Харбиг названы стадион и улица в Дрездене.
- Учреждена премия «Мемориал Рудольфа Харбига»[2].